# Ахалкаци, Роман Иванович
	Роман Иванович Ахалкаци (Такадзе) (груз. რომან ახალკაცი; 20 февраля 1981, Гори, Грузинская ССР, СССР) — грузинский футболист.

## Клубная карьера
Профессиональную карьеру начинал в «Диле», чьим воспитанником и является. В 1999 году выступал за болгарский «Шумен». Далее играл за «Колхети-1913» и «Торпедо» из Кутаиси. Перед началом сезона 2004 года перешёл в московский «Локомотив», выступал за дублирующий состав железнодорожников, где стал лучшим бомбардиром команды с восемью забитыми голами, однако в июле 2004 года был отдан в аренду в калининградскую «Балтику». В «Балтике» провёл 20 игр, забитыми мячами не отметился. С 2005 по 2010 годы выступал за азербайджанские клубы «Карван», «Олимпик» из Баку и «Симург». В 2010 году вернулся в Грузию, играл за «Металлург» и «Дилу», где завершил карьеру в 2016 году.